# Louis-Joseph Marchand
Pour les articles homonymes, voir Marchand.
Louis-Joseph Marchand, né à Troyes en 1690 et mort en 1774 dans la même ville, est un maître de chapelle, théoricien et compositeur de musique.

## Biographie
Louis-Joseph Marchand est né à Troyes, où il est baptisé le 9 mars 1690, fils de Louis, marchand chapelier, et de Bonaventure Poplier. 
Il est élève de la maîtrise de la cathédrale de Bourges avant d'entrer au séminaire de Troyes. Ordonné prêtre en 1718, il obtient un poste de chantre à la maîtrise de la cathédrale d'Auxerre, après avoir œuvré à Chalons-en-Champagne et à Besançon. En 1733, il est appelé à la tête de la maîtrise de la collégiale Saint-Maxe à Bar-le-Duc. 
Il quitte ce poste en 1767 pour rejoindre de nouveau sa ville natale, où il officie en qualité de chanoine de la chapelle Notre-Dame de la cathédrale saint-Pierre. 
Il est enterré le 30 novembre 1774, le lendemain de sa mort, devant cette chapelle, derrière le chœur.

## Œuvres

### Compositions musicales
- Missa quatuor vocibus cui titulus, Quis ut Deus ?, Paris, Jean-Baptiste-Christophe Ballard, 1743, 31 p. Lire en ligne sur Gallica : il s'agit d'une messe à quatre voix (Superius, Contra, Ténor, Bassus) sans basse continue ; le titre de l'œuvre Quis ut Deus ? (« Qui est comme Dieu ? ») est une allusion à l’archange Michel.

Cette messe a été rééditée en 2003 par le Centre de musique baroque de Versailles dans la collection « Cahiers de musique », n° 13.

### Traité musical
- Traité du contrepoint simple, ou Chant sur le Livre, Bar-le-Duc, Richard Briflot, 1739[7].